# ماتیلده سرائو
ماتیلده سرائو (به ایتالیایی: Matilde Serao) (زاده ۷ مارس ۱۸۵۶ - درگذشته ۲۵ ژوئیه ۱۹۲۷) داستان‌نویس و روزنامه‌نگار یونانی-ایتالیایی بود. رمان‌ها و داستان‌های کوتاه او به سبک ناتورالیستی بودند و به زندگی مردم عادی ایتالیایی می‌پرداختند.
وی در شهر پاتراس یونان از پدری ناپلی و مادری یونانی به دنیا آمد. پدرش فرانچسکو سرائو به دلایل سیاسی مجبور به ترک یونان شده و به زادگاه خود ناپل در جنوب ایتالیا بازگشت. ماتیلده مدتی در ناپل مدیر مدرسه بود. وی در سال‌های ۱۸۸۰ تا ۸۶ در رم زندگی کرد و چندین مجموع داستان کوتاه و رمان را در آنجا منتشر کرد. تقریباً همه آثار او در مورد زندگی مردم عادی ایتالیایی بودند که با توصیف‌های دقیق، بینش عمیق و تحلیل‌های باریک‌بینانه همراه می‌شدند.
ماتیلده در رم همراه با شوهرش ادوارد اسکارفولیو روزنامه کوریره دی رما (Il Corriere di Roma) را پایه‌گذاری کردند که نخستین تلاش ایتالیایی‌ها برای انتشار یک روزنامه به سبک مطبوعات پاریسی بود اما این نشریه عمر کوتاهی داشت و چندی بعد این زوج به ناپل رفته و شروع به انتشار روزنامه جدیدی به نام کوریره دی ناپولی (Il Corriere di Napoli) کردند. ماتیلده سرائو در سال ۱۸۹۲ روزنامه دیگری به نام ماتینو (Il Mattino) را پایه‌گذاری کرد که به مهمترین و پرخواننده‌ترین روزنامه در جنوب ایتالیا تبدیل شد. وی در نهایت در سال ۱۹۲۷ در شهر ناپل درگذشت.